# الخطة (قرية)
الخطة هي قرية تابعة لمنطقة حائل بالمملكة العربية السعودية. تقع شمال حائل بحوالي 40 كيلو متر، ويحدها من الغرب جبال الطوال ومن الشمال النفود وتعتبر من المناطق الزراعية في منطقة حائل وفي المملكة العربية السعودية وتتوفر المياه بهذه المنطقة.